# Einigeln

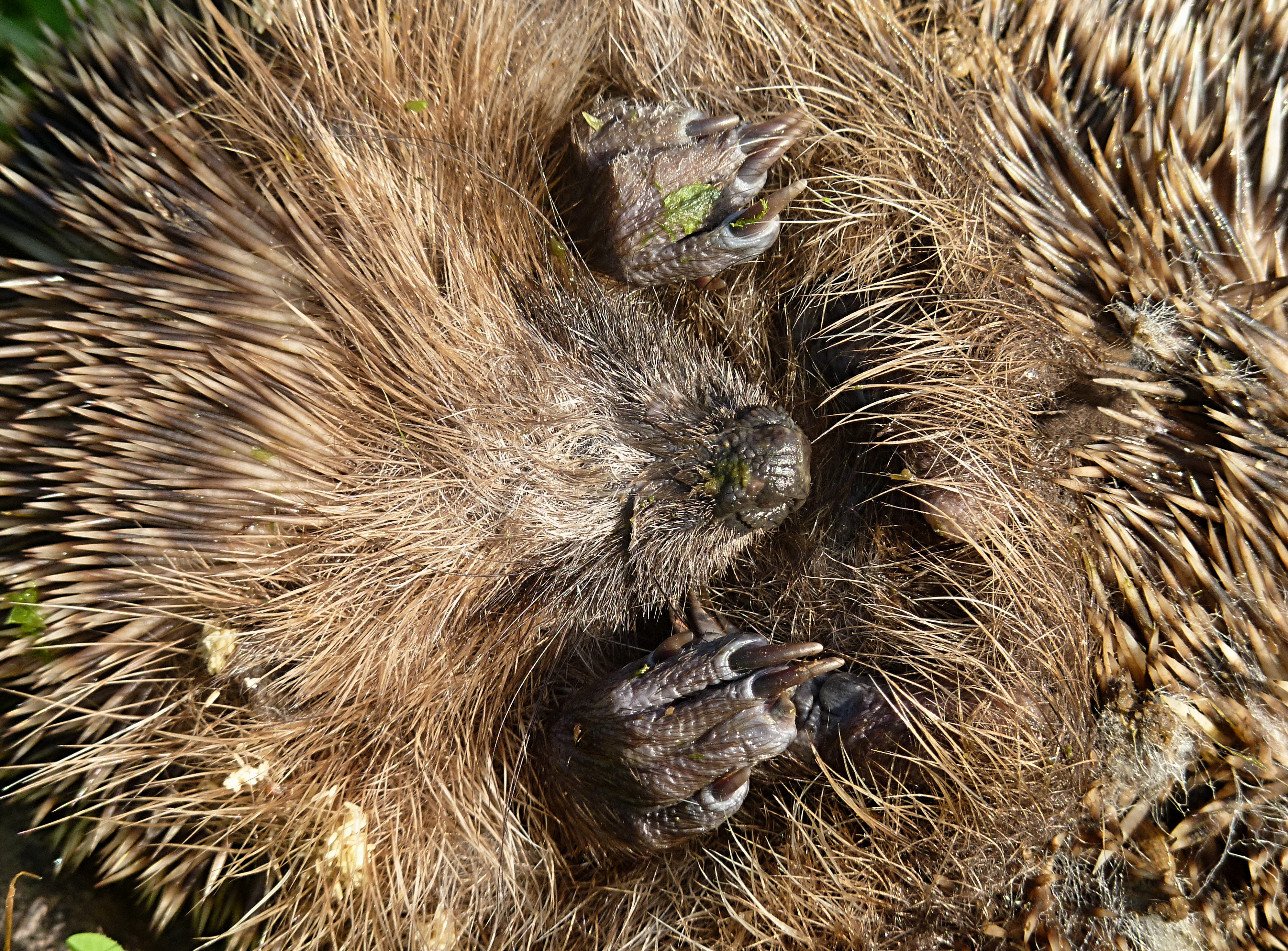
Eingerollter Igel

Sich einigeln ist ein Begriff, der sich auf das Bild des in sein Stachelkleid eingerollten Igels bezieht.

## Bedeutung
Einigeln bedeutet so viel wie „sich zurückziehen“, in der Regel aufgrund verbaler Angriffe oder Streitigkeiten. Der Begriff ist von dem Verhalten der Igel abgeleitet, die sich bei Gefahr einrollen, so dass nur noch ihr Äußeres und die Stacheln zu sehen sind (auch „Igelball“ genannt). Dadurch schützt sich der Igel vor Angriffen oder Risiken. Wer sich „einigelt“, hat häufig auch Angst und ist in diesem Moment nicht bereit, sich der Situation zu stellen, sondern zieht sich stattdessen zurück.

## Alternative Begriffsnutzung
Der Begriff wird jedoch auch in anderem Zusammenhang verwendet, z. B. bei Schachspielern, die ein defensives, auf Verteidigung ausgelegtes Spiel spielen (siehe Igelstellung). Auch Veranstaltungen können sich „abigeln“, was die Abschottung von der Außenwelt meint. Häufig kommt dies z. B. vor, wenn mit Demonstrationen, Störungen oder gar Angriffen zu rechnen ist.
Im Gartenbau bezeichnet man mit einigeln auch das Einarbeiten von Rasensamen in den Boden.

## Cocooning
„Sich einigeln“ wird auch als „Cocooning“ bezeichnet und leitet sich vom Verhalten der Raupen ab, welche sich in einem schützenden Kokon einspinnen.